# اومی، فوکوئوکا
اومی، فوکوئوکا (به لاتین: Umi, Fukuoka) یک منطقهٔ مسکونی در ژاپن است که در استان فوکوئوکا واقع شده‌است. اومی  ۳۷٬۶۶۳ نفر جمعیت دارد.